# 羅氏棘花鮨
羅氏棘花鮨，又稱羅氏棘花鱸，為輻鰭魚綱鱸形目鱸亞目鮨科的其中一種，分布於澳洲昆士蘭海域，棲息深度220-400公尺，體長可達8.9公分，生活在大陸坡，為底棲性魚類，屬肉食性，生活習性不明。

## 擴展閱讀
維基物種上的相關：羅氏棘花鮨